# Heather Couper
Heather Anita Couper, née le 2 juin 1949 dans la Wallasey et morte le 19 février 2020 à Aylesbury (Angleterre), est une astronome britannique qui a popularisé l'astronomie à la télévision durant les années 1980 et 1990. 
Elle a été présidente de la British Astronomical Association de 1984 à 1986.

## Publications partielles
Avec David Pelham : 
- The Universe: A Three-Dimensional Study (livre animé),  Random House, 1985  (ISBN 0-394-54691-1)

Avec Nigel Henbest (en) :
- Is Anybody Out There?, Dorling Kindersley, 1998  (ISBN 0-7894-2798-2)
- Space Encyclopedia, Dorling Kindersley, 1999  (ISBN 0-7894-4708-8)
- Mars: The Inside Story of the Red Planet, Headline Book, 2001  (ISBN 0-7472-3543-0)
- Universe, Boxtree, 2001  (ISBN 0-7522-7255-1)
- The History of Astronomy, Firefly, 2007  (ISBN 1-55407-325-1)

## Distinctions et honneurs
Le 2 juin 1999, l'astéroïde (3922) Heather est nommé en son honneur.
- Commandeur de l'ordre de l'Empire britannique (2007)
- Sir Arthur Clarke Award (2008)